# Stanislav Sorokin
Stanislav Sorokin (n. 17 februarie 1941, Moscova, RSFS Rusă, URSS – d. 2 februarie 1991, Noginsk, RSFS Rusă, URSS) a fost un boxer ce a reprezentat Uniunea Republicilor Sovietice Socialiste, medaliat olimpic. A participat la o ediție a Jocurilor Olimpice (1964) în care a câștigat o medalie de bronz.

## Participări
Lista de mai jos prezintă principalele competiții la care a participat Stanislav Sorokin de-a lungul carierei.
- boxing at the 1964 Summer Olympics – flyweight[*]